# Alliance démocratique ukrainienne pour la réforme
L'Alliance démocratique ukrainienne pour la réforme de Vitali Klitschko (en ukrainien : Український демократичний альянс за реформи Віталія Кличка), abrégé UDAR (УДАР, « coup » en français) est un parti politique ukrainien dirigé par le sportif Vitali Klitschko à partir de 2010. 
L'UDAR a été fondé sous le nom de Capital européen en 2005, puis renommé en Nouveau pays en 2009.
L'UDAR a une ligne politique anticorruption et pro-européenne. 
Après s'être allié au Bloc Petro Porochenko en vue des élections législatives ukrainiennes de 2014, le parti fusionne dans le Bloc Petro Porochenko « Solidarité » en 2015, sans toutefois être dissous. Il fait son retour sur la scène politique lors des élections législatives de 2019.

## Historique

### Capital européen et Nouveau pays
Capital européen a été fondé en mars 2005 par l'homme d'affaires Lev Partshaladze. 
Le parti s'est présenté sans succès aux élections législatives de 2006, ne recueillant que 0,04 % des suffrages exprimés. Il ne participe pas aux élections législatives anticipées de l'année suivante. Lev Partshaladze se fait élire conseiller municipal de Kiev en 2008 sous les couleurs du Bloc Vitali Klitschko, dont Capital européen faisait partie. En février 2009, Capital européen se rebaptise Nouveau pays.

### Bloc Vitali Klitschko
En décembre 2005, le parti Pora! et le Parti des réformes et de l'ordre (PRP) créent le Bloc Vitali Klitschko « PORA-PRP » pour concourir aux élections municipales de Kiev en mars 2006 et choisissent comme tête de liste Vitali Klitschko, champion du monde de boxe dans la catégorie poids lourds. Cette alliance gagne 14 sièges de conseillers municipaux. Au cours des élections ayant lieu simultanément pour élire le maire de Kiev, Klitschko reçoit 26 % des suffrages exprimés. Le jour même, Pora! et le PRP participent aux élections législatives ukrainiennes de 2006 sous la bannière du Bloc civique, également dirigé par Klitschko, et qui n'obtient pas le moindre député. Pora! et PRP rompent peu après.
En 2008, le Bloc Vitali Klitschko se reforme pour les nouvelles municipales, mais avec des partenaires différents : le Mouvement populaire d'Ukraine, Capital européen de Lev Partshaladze et les Sociaux-démocrates ukrainiens. Leur liste remporte 10,6 % des suffrages exprimés et 15 sièges au conseil municipal de Kiev. Klitschko perd en revanche beaucoup de voix lors de l'élection du maire : il remporte seulement 17,9 % des suffrages exprimés.
Le 14 octobre 2008, lors de la crise parlementaire de 2008 en Ukraine, Klitschko annonce que la participation à l'échelle nationale de son bloc aux prochaines élections législatives est sérieusement envisagée, ajoutant que la faisabilité de cette participation dépendait grandement de la volonté de ses alliés potentiels, notamment le Parti européen d'Ukraine. Après un accord entre les membres de la coalition au pouvoir, les élections sont finalement annulées.
Lev Partshaladze a par la suite été exclu du groupe politique du Bloc Vitali Klitschko en décembre 2010, ayant trop souvent tendance à déroger à la discipline de groupe lors des votes.

### UDAR

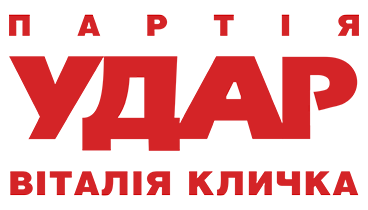
Logo jusqu'en 2014

Lors d'un congrès qui s'est tenu le 24 avril 2010, Nouveau pays se rebaptise Alliance démocratique ukrainienne pour la réforme et porte Vitali Klitschko à sa présidence. L'acronyme « UDAR » est adopté au cours de l'été.
Au niveau international, elle est liée par un partenariat à l'Union chrétienne-démocrate d'Allemagne (CDU), à l'International Republican Institute et au National Democratic Institute for International Affairs. 
Au cours des élections locales de 2010, l'UDAR remporte environ 400 sièges dans les conseils municipaux et les conseils d'Oblast (parlements régionaux).
En septembre 2011 Klitschko annonce qu'il a entrepris des négociations avec d'autres partis politiques pour les faire fusionner avec l'UDAR en vue des élections législatives de 2012. En décembre 2011, les négociations échouent toutefois avec Position civile, qui préfère rallier l'Union panukrainienne « Patrie » de Ioulia Tymochenko.
L'UDAR ne rejoint pas le Comité de résistance contre la dictature lancé par plusieurs leaders de l'opposition au gouvernement de Viktor Ianoukovitch. Le 22 janvier 2012, elle annonce tout de même un accord pour mener des actions communes avec le comité.
À partir de mars 2010, l'UDAR progresse dans les sondages d'intentions de vote. La plupart des enquêtes indiquent que le parti serait en mesure d'obtenir au moins 5 % des suffrages exprimés, et donc de faire son entrée à la Rada, le Parlement ukrainien. Les listes constituées autour de l'UDAR pour les législatives rassemblent des personnalités politiques d’obédiences idéologiques très diverses, qui couvrent l'ensemble du spectre politique ukrainien.
Vitali Klitschko annonce en juillet 2012 que l'UDAR ne coopérera pas avec le Parti des régions s'il entre au Parlement. Il se situe clairement dans le camp de l'opposition. Lors des élections législatives d'octobre 2012, l'UDAR fait son entrée au Parlement avec près de 14 % des suffrages exprimés et quarante députés, dont 34 élus à la proportionnelle.
Le 17 août 2014, le parti s'allie avec le Bloc Petro Porochenko (BPP) en vue des élections législatives ukrainiennes de 2014. Il fusionne avec celui-ci le 28 août 2015. Il n’est toutefois pas dissous.
Vitali Klitschko annonce le 18 mai 2019 que le parti sera présent aux élections législatives de 2019. L'UDAR présente des candidats uniquement dans les circonscriptions pour lesquelles le scrutin a lieu au scrutin uninominal.

## Dirigeants
- Lev Partshaladze (2005-2009)
- Roman Romaniouk (2009-2010)
- Vitali Klitschko (2010-)